# 武下利一
武下 利一（たけした りいち、1989年7月28日 - ）は、日本の男子バドミントン選手。佐賀県出身。トナミ運輸に所属。
佐賀市立成章中学校出身で、高校はバドミントンの名門関東第一高等学校へと進学し2006年の全日本ジュニアバドミントン選手権大会で優勝している。その後、新潟県新発田市の敬和学園大学へと入学した（大学2年の時から松浦進二氏が同学のバドミントン部監督を務めている）。2010年と2011年の日本ランキングサーキット大会を連覇。2011年の全日本学生バドミントン選手権大会（インカレ）の男子シングルスで優勝。
2011年のバドミントン日本リーグにトナミ運輸の内定選手として出場し、2012年4月に入社。
バドミントン日本代表のナショナルチームに選出されている。

## 主な成績
- 2007年
  - イスラエル国際 男子シングルス ベスト4
- 2009年
  - バヌインベスト国際（ルーマニア）男子シングルス ベスト4
- 2010年
  - 日本ランキングサーキット大会　男子シングルス優勝
  - ロシアオープン　男子ダブルス ベスト4
- 2011年
  - ニュージーランド・インターナショナルチャレンジ　男子シングルス優勝
  - 日本ランキングサーキット大会　男子シングルス優勝
  - 全日本学生バドミントン選手権大会　男子シングルス優勝
- 2012年
  - ＵＳオープン　男子シングルス ベスト4
- 2017年
- 全日本総合選手権初優勝